# جوفيزي سور أورج
جوفيزي سور أورج هي بلدية في قسم إيسون في إيل دو فرانس في شمال فرنسا، تقع على بعد 18 كم جنوب شرق باريس، وعلى بعد بضعة كيلومترات جنوب مطار أورلي.

## نبذة
تم احتلال موقع المدينة منذ العصور القديمة، وقد لوحظ ذلك في كتاب يوليوس قيصرعن الحروب العالية، بعد قرون، أصبح مكانا مهما في ظل النظام الملكي الفرنسي، كفندق ملكي وايضا كما سيتم استخدامه كمرحل آخر، وهو الأول على الطريق إلى فونتينبلو، أصبحت تقاطعا رئيسيا للطرق والسكك الحديدية في أربعينيات القرن التاسع عشر بعد بناء محطة السكك الحديدية الخاصة بها في عام 1840، وبعد عام 1893 كانت أول مدينة تحيط بباريس بجسر يعبر نهر السين.
تم تدمير معظم المدينة في أبريل 1944، بسبب قصف الحلفاء حيث كانت المدينة الوحيدة المحيطة بباريس التي لديها محطة سكة حديد كبيرة، ولديها خطوط سكك حديد تذهب إلى معظم المدن الرئيسية في فرنسا، ثم أعيد بناؤه بين عامي 1945 والسبعينيات.
تشتهر المدينة اليوم ب Gare de Juvisy ، رابع أكبر محطة سكة حديد وأكثرها تواترا في جراند باريس.

## جغرافيا
البلديات المجاورة:
- اثيس مونز(الفرنسية)
- درافيل
- سافيني سور اورج
- فيري شاتيلون

تقع المدينة على بعد 18 كم جنوب باريس، في باريس الكبرى، يمكنك الوصول من الطريق الوطني رقم 7 (الطريق الوطني 7) وعلى بعد 10 كيلومترات شمال إيفري.

## التنقل
تخدم Juvisy-sur-Orge محطة Juvisy في Paris RER (Réseau express régional ، أي (الشبكة السريعة الإقليمية) الخطان C وD .

## التاريخ
بدءا من عام 1883، Juvisy-sur-Orge هو موقع مرصد الفلكي Camille Flammarion ، الذي ينتمي اليوم إلى Société الفلكي في فرنسا، المدينة هي أيضا موقع هرم عام 1740 الذي أقيم لإحياء ذكرى عمل جان بيكارد ونيكولاس لويس دي لاكاي في قياس محيط الأرض.
انه موقع دفن المؤلف ريمون كوينو، الذي تمثله الآن مكتبة البحر الأبيض المتوسط ريمون كوينو.

## اشخاص بارزون
- جان جاك أنود، مخرج سينمائي
- إيمانويل شاربنتييه، عالم الكيمياء الحيوية، اكتشاف كريسبر، الحائز على جائزة نوبل في الكيمياء، 2020.
- كريستوف، مغني
- أميدي كوليبالي، أحد الجناة الثلاثة في هجمات إيل دو فرانس في يناير 2015 [5]
- Ouparine Djoco ، لاعب كرة قدم
- لادجي دوكوري، رياضي
- كميل فلاماريون، عالم فلك
- الكسندر بريمات، سائق سباقات السيارات
- فرديناند كوينسيت (1872-1951)، عالم فلك.
- سوفيان رفاعي، لاعب كرة سلة
- حبيب سيسوكو، لاعب كرة قدم

## روابط خارجية
- الموقع الرسمي باللغة الفرنسية
- Base Mérimée
- جمعية رؤساء بلديات إيسون باللغة الفرنسية